# Last Chaos
Last Chaos (с англ. Последний хаос) — условно-бесплатная многопользовательская ролевая игра (MMORPG), разработанная корейской компанией Barunson Games.

## Сюжет
Действие игры проходит в вымышленном мире Айрис, который после противостояния богов погрузился в хаос и разруху. Игроку предстоит решить на чьей стороне сражаться: на стороне Света, поддержав Аполлона, или же вступить в ряды Эреса и уничтожить Айрис ради собственной выгоды. Каждое действие игрока будет оставлять отпечаток на всём мире, таким образом развивается сюжет. В зависимости от созданных союзов и развязанных войн формируется будущее.

## Особенности игры
- Дополнительная система подземелий, которые игрок может проходить в одиночку. Не требуется искать группу и действовать в команде ради прохождения.
- У гильдии есть возможность объявить войну другой гильдии, что создаёт намного больше PvP ситуаций. Вместе с этим другие игроки могут делать ставки на победителя.
- Планировалось, что во время битвы каждый взмах оружия будет задевать всех, кто находится на его пути. Стоит обращать на это особенное внимание и вести игру осторожнее. Так и не было реализовано (существуют массовые и одиночные умения).
- Возможность принимать участие в осадах замков, где принимает участие большое количество людей. Во время осад одна сторона пытается защитить свой замок, а враг старается взять его.
- Игрок может не только выбивать предметы, но и создавать их самостоятельно для дальнейшего использования или же для продажи и получения финансовой выгоды.

## Разработка
Ранее российской версией Last Chaos управляла компания Mail.Ru Games, но осенью 2014 года игра была передана во владение компании Gamigo.
25 февраля 2022 года компания Gamigo AG объявила о переводе серверов на техническое обслуживание на неопределенный срок. Серверы игры недоступны по текущий день.